# Polemon II của Pontos
Marcus Antonius Polemon Pythodoros, còn được gọi là Polemon II của Pontos và Polemon của Cilicia (tiếng Hy Lạp: Μάρκος Αντώνιος Πολέμων Πυθόδωρος, 12 BC/11 BC-74) là một hoàng tử và vua chư hầu của La Mã, ông là vua của Pontos, Colchis và Cilicia.
Polemon II là con trai thứ hai và là con giữa vua Pontos Polemon Pythodoros và Pythodorida của Pontos. Anh trai cả của ông là Zenon, còn được gọi là Artaxias III, vua chư hầu La Mã của người Armenia, và em gái của ông là Antonia Tryphaena, người đã kết hôn với Cotys VIII, vua của Thrace.
Các gia đình hoàng gia Pontos có nguồn gốc hỗn hợp của Hy Lạp, La Mã và Anatolia. Bà nội của ông là không rõ, tuy nhiên bà nội của ông có thể mang tên là Tryphaena, trong khi ông nội của ông là Zenon, một nhà hùng biện nổi bật và quý tộc, một đồng minh của tam hùng La Mã Marcus Antonius. Ông bà ngoại của ông là Pythodoros của Tralles, một người Hy Lạp giàu có và là người bạn của Pompey, và Antonia.
Thông qua bà ngoại của mình, ông là hậu duệ trực tiếp của Marcus Antonius và vợ thứ hai của ông Antonia Hybrida Nhỏ.  Polemon II là hậu duệ nam giới duy nhất được biết đến của Marcus Antonius trong đó mang tên của ông. Những hậu duệ khác của Marcus Antonius đã mang một phần tên Antonius ông như chấp chính quan Quintus Haterius Antoninus. Thông qua Antonius, người em của mẹ ông là Nữ hoàng Cleopatra Selene II của Mauretania. Thông qua Antonius, ông là một người anh em họ xa với vua Ptolemaios, vua chư hầu La Mã của Mauretania và một công chúa tên là Drusilla của Mauretania. Thông qua Antonius, ông là một người anh em họ xa với Hoàng đế La Mã Caligula, Claudius và Nero và hoàng hậu La Mã Valeria Messalina, Agrippina Trẻ và Claudia Octavia.
Cha của Polemon II qua đời trong năm 8 trước Công nguyên. Mẹ ông sau đó kết hôn với vua Archelaus của Cappadocia, và gia đình đã chuyển đến Cappadocia, nơi Polemon II đã được nuôi dạy, cùng với anh chị em ruột của mình, tại triều đình của cha dượng của mình. Archelaus mất năm 17, và rồi Polemon II và mẹ ông chuyển về Pontos.
Từ năm 17 đến 38, Polemon II sống như một công dân ở Pontos và hỗ trợ mẹ của mình trong việc quản lý vùng đất của họ. Khi mẹ ông qua đời năm 38, Polemon II đã kế vị mẹ của mình như là người cai trị duy nhất của Pontos, Colchis và Cilicia.
Khoảng năm 50, Polemon II đã bị thu hút bởi sự giàu có và vẻ đẹp của công chúa Judean là Julia Berenice, người ông đã gặp ở Tiberias trong chuyến thăm Vua Agrippa I. Berenice tiếp đó muốn cưới Polemon II chấm dứt những tin đồn rằng bà và anh trai bà phạm tội loạn luân. Berenice trước đây góa chồng năm 48 khi người chồng thứ hai, chú nội bà Herod của Chalcis, qua đời. Bà có hai con trai với ông, Berenicianus và Hyrcanus. Tuy nhiên Berenice yêu cầu điều kiện rằng Polemon II phải chuyển sang đạo Do Thái, trong đó bao gồm trải qua nghi thức cắt bao quy đầu, trước khi kết hôn. Polemon II chấp thuận, và cuộc hôn nhân đã được tiến hành. Nó đã không kéo dài, và Berenice rời Pontus với con trai mình và trở lại triều đình của anh trai bà. Polemon II bỏ Do Thái giáo và, theo truyền thuyết của tông đồ Bartholomew, ông chấp nhận Thiên chúa giáo, nhưng chỉ để trở thành một người ngoại đạo một lần nữa.
Polemon II đổi tên thành Fanizan và lấy tên mình đặt tên cho nó là Polemonium (Fatsa hiện nay ở Thổ Nhĩ Kỳ). Năm 62, Nero ép Polemon II phải thoái vị ngôi vua Pontos, và Pontos bao gồm Colchis, trở thành một tỉnh La Mã. Từ đó cho đến khi ông mất, Polemon II chỉ cai trị Cilicia. Ông không bao giờ tái hôn và không có con.